# Lista monumentelor istorice din județul Sibiu - S

Simbol pentru monumentele istorice

Lista monumentelor istorice din județul Sibiu - S cuprinde monumentele istorice înscrise în Patrimoniul cultural național al României și aflate în localități ce încep cu litera S din județul Sibiu.
Lista completă este menținută și actualizată periodic de către Ministerul Culturii, Cultelor și Patrimoniului Național din România, prin intermediul Institutului Național al Patrimoniului, ultima versiune datând din 2015. Această listă cuprinde și actualizările ulterioare, realizate prin ordin al ministrului culturii.
| Cod LMI | Denumire | Localitate                           | Localizare | Datare, Creatori | Imagine               | Erori             |
| --- | --- | ------------------------------------ | --- | --- | --------------------- | ----------------- |
| SB-I-s-A-11925 (RAN: 143469.01)                                                                                              | Situl arheologic de la Sibiu                                                                                          | municipiul Sibiu                     | „Fântâna Rece”, Cartier Gușterița | | Încarcă foto \| video | Raportează eroare |
| SB-I-m-A-11925.01 (RAN: 143469.01.03)                                                                                        | Necropolă de incinerație                                                                                              | municipiul Sibiu                     | „Fântâna Rece”, Cartier Gușterița, la 5 km E de extremitatea intravilanului, pe Dealul Cocoșului | sec. VIII - X | Încarcă foto \| video | Raportează eroare |
| SB-I-m-A-11925.02 (RAN: 143469.01.02)                                                                                        | Ateliere meșteșugărești                                                                                               | municipiul Sibiu                     | „Fântâna Rece” Cartier Gușterița, la 5 km E de extremitatea intravilanului, pe Dealul Cocoșului | sec. II - III p. Chr. | Încarcă foto \| video | Raportează eroare |
| SB-I-m-A-11925.03 (RAN: 143469.01.01)                                                                                        | Așezare | municipiul Sibiu                     | „Fântâna Rece” Cartier Gușterița, la 5 km E de extremitatea intravilanului, pe Dealul Cocoșului | sec. II a. Chr., Cultura geto-dacică | Încarcă foto \| video | Raportează eroare |
| SB-I-s-A-11926 (RAN: 143469.02)                                                                                              | Așezare | municipiul Sibiu                     | Pe teritoriul cartierului Gușterița | sec. II - III p. Chr. | Încarcă foto \| video | Raportează eroare |
| SB-I-s-B-11990 (RAN: 144107.01)                                                                                              | Așezarea romană de la Săcădate                                                                                        | sat Săcădate; comuna Avrig           | Intravilan, între biserică și școală | sec. II - III p. Chr. | Încarcă foto \| video | Raportează eroare |
| SB-I-s-B-11991 (RAN: 145587.01)                                                                                              | Cetatea Salgo | sat Sibiel; oraș Săliște             | La 2 km SV de sat | sec. XII - XIII | Încarcă foto \| video | Raportează eroare |
| SB-I-s-B-11992 (RAN: 145612.01)                                                                                              | Așezare | sat Slimnic; comuna Slimnic          | „Cetățeaua” | Epoca bronzului, Cultura Coțofeni | Încarcă foto \| video | Raportează eroare |
| SB-I-s-B-11993 (RAN: 145612.02)                                                                                              | Așezarea romană de la Slimnic, punct „Șarba - La Saivane”                                                             | sat Slimnic; comuna Slimnic          | „Șarba - La Saivane”, la 4 km SE de extremitatea S a intravilanului, pecursul inferior al pârâului Șarba, între dealurile Coastele Șarbei (N), Pădurile Șurii (E), Lan | sec. II - III p. Chr. | Încarcă foto \| video | Raportează eroare |
| SB-I-s-B-11994 (RAN: 145612.03)                                                                                              | Situl arheologic de la Slimnic, punct „Șarba - Stempen”                                                               | sat Slimnic; comuna Slimnic          | „Șarba - Stempen” | sec. I a. Chr.-I p. Chr. | Încarcă foto \| video | Raportează eroare |
| SB-I-m-B-11994.01 (RAN: 145612.02.01, 145612.03.02)                                                                          | Așezare | sat Slimnic; comuna Slimnic          | „Șarba - Stempen”, la extremitatea S a intravilanului, la S de confluența a pâraielor Bacia și Șarba, până la 1-1,2 km S-SE de aceeași confluență | sec. II - III p. Chr. | Încarcă foto \| video | Raportează eroare |
| SB-I-m-B-11994.02 (RAN: 145612.02.02, 145612.03.01)                                                                          | Așezare | sat Slimnic; comuna Slimnic          | „Șarba - Stempen”, la extremitatea S a intravilanului, la S de confluența a pâraielor Bacia și Șarba, până la 1-1,2 km S-SE de aceeași confluență | sec. I a. Chr.-I p. Chr., Cultura geto-dacică | Încarcă foto \| video | Raportează eroare |
| SB-I-s-B-11995 (RAN: 145612.04)                                                                                              | Așezare | sat Slimnic; comuna Slimnic          | „În Rusu”, la 1 km N de extremitatea intravilanului | sec. II - III p. Chr. | Încarcă foto \| video | Raportează eroare |
| SB-I-s-B-11996 (RAN: 145612.05)                                                                                              | Situl arheologic de la Slimnic                                                                                        | sat Slimnic; comuna Slimnic          | La 1,5 km V de sat în dreapta văii Slimnicului | sec. IX - X | Încarcă foto \| video | Raportează eroare |
| SB-I-m-B-11996.01 (RAN: 145612.05.02)                                                                                        | Așezare | sat Slimnic; comuna Slimnic          | La 1,5 km V de sat în dreapta văii Slimnicului, și a DJ Slimnic Mândra | sec. IX - X | Încarcă foto \| video | Raportează eroare |
| SB-I-m-B-11996.02 (RAN: 145612.05.01)                                                                                        | Așezare | sat Slimnic; comuna Slimnic          | La 1 km N de intravilan | sec. II - III p. Chr. | Încarcă foto \| video | Raportează eroare |
| SB-II-a-A-12010 | Ansamblul fortificațiilor orașului medieval                                                                           | municipiul Sibiu                     | | sec. XII - XVII | Alte imagini          | Raportează eroare |
| SB-II-m-A-12010.01 (RAN: 143469.87)                                                                                          | Incinta I: Turnul Scărilor, curtine (fragmente)                                                                       | municipiul Sibiu                     | Turnul Scărilor: P-ța Huet 3. - Curtine: P-ța Huet 1, P-ța Huet, între turnul de apărare de la nr. 3 și nr. 4 - Casa capitulară; P-ța Mică 13 (adresă dublă cu P-ța Huet 13). 45.798°N 24.1499°E | 1191 - 1224 | Alte imagini          | Raportează eroare |
| SB-II-m-A-12010.02 (LMI55: 2557) (RAN: 143469.85)                                                                            | Incinta II: Turnul Sfatului, Turnul Scării Aurarilor, curtine (fragmente)                                             | municipiul Sibiu                     | Turnul Sfatului: P- ța Mică 1; Turnul Scării Aurarilor: P- ța Mică 24. Curtine: P- ța Mică 19-30 45.79777°N 24.15194°E | 1224 - 1241 | Alte imagini          | Raportează eroare |
| SB-II-m-A-12010.03 (RAN: 143469.36, 143469.36.01, 143469.37, 143469.37.01, 143469.53, 143469.53.01, 143469.54, 143469.54.01) | Incinta III: Turnuri de apărare, Turnul Dulgherilor, Turnul Olarilor, Turnul Archebuzierilor, Turn de Poartă, curtine | municipiul Sibiu                     | Turnuri de apărare: P-ța Aurarilor 10, str. Iancu Avram 9, 19-21, 31; Turnul Dulgherilor, Turnul Olarilor, Turnul Archebuzierilor: str. Cetății; Bastionul Gros, azi teatru: între str. Cetății nr. 5 și bd. Spitalelor; Turnul de Poartă:Str. Odobescu Alexandru 1, lângă Muzeul de Istorie; turn de apărare: Piața Mică 23. Curtine: P- ța Aurarilor 4; str. Avram Iancu 7-11, 19-31; str. Manejului, lângă latura estică a Mănăstirii Ursulinelor; str. Cetății, între Piața Unirii și Turnul Dulgherilor; str. Bastionului 2-8 (până la bastionul Soldisch); între Bastionul Soldisch și str. Mitropoliei; str. Centumvirilor pe frontul de N-V, între str. Tribunei și str. Odobescu Alexandru; str. Odobescu Alexandru, la limita grădinii Primăriei vechi; Pasajul Scărilor, lângă incinta bisericii evanghelice. 45.79876°N 24.15155°E | 1357 - 1366 | Alte imagini          | Raportează eroare |
| SB-II-m-A-12010.04 (RAN: 143469.46, 143469.46.01, 143469.62, 143469.62.01)                                                   | Incinta IV: Turn de apărare, Turnul Pielarilor, Turnul Fierarilor                                                     | municipiul Sibiu                     | Turn de apărare: P-ța Armelor 10; Turnul Pielarilor: str. Pulberăriei, la intersecția cu str. Rimski- Korsakov și Zidului; Turnul Fierarilor: str. Ocnei 33 45.80055°N 24.14738°E | 1357 - 1366 | Alte imagini          | Raportează eroare |
| SB-II-m-A-12010.05 (RAN: 143469.27, 143469.27.01, 143469.76, 143469.76.01)                                                   | Fortificații târzii: Bastionul Haller, Bastionul Soldisch, rondelă - fragmente, curtine                               | municipiul Sibiu                     | Bastionul Haller: bd. Spitalelor și str. Pompei Onofreiu nr. 8; Bastionul mercenarilor (Soldisch): str. Bastionului colț cu șoseaua Alba Iulia; ruine rondelă: Bastionului 8, lângă bastionul Soldisch; zidul exterior de apărare, cu șanțul și valul de pământ: între bastionul Haller și fragmentele bastionului porții Cisnădiei. 45.79393°N 24.14473°E | sec. XVI - XVII | Alte imagini          | Raportează eroare |
| SB-II-s-A-12011 | Centrul istoric | municipiul Sibiu                     | SE: Piața Unirii, Bd. Coposu Corneliu; E: str. Constituției, str. Pescarilor, Piața Gării (latura vestică); N: Str. Teclu Nicolae, str. Pulberăriei (porțiunea de zid de pe str. Pulberăriei afectată de demolări în anii 1985-1988); NV: Piața Cibinului; V: Str. Dârstelor, Aleea Filosofilor, șos. Alba Iulia; SV: str. Șaguna Andrei, Piața Unirii | sec. XIII-XX |                       | Raportează eroare |
| SB-II-a-B-12013 | Ansamblul urban „Str. Turnișor”                                                                                       | municipiul Sibiu                     | Între șoseaua Alba Iulia și bariera CFR a gării Turnișor | sec. XVIII - XIX | Încarcă foto \| video | Raportează eroare |
| SB-II-a-B-20923 | Linia ferată îngustă Sibiu-Agnita-Brădeni, cu ramificația Cornățel-Vurpăr                                             | municipiul Sibiu                     | Municipiul Sibiu; sat Șelimbăr; comuna Șelimbăr; sat Mohu, comuna Șelimbăr; sat Bungard, comuna Șelimbăr, sat Cașolț, comuna Roșia; sat Cornățel, comuna Roșia; sat Roșia, comuna Roșia, sat, Hosman, comuna Nocrich; sat Marpod, comuna Marpod; sat Nocrich, comuna Nocrich; sat Alțâna, comuna Alțâna; sat Vecerd, comuna Bârghiș; sat Benești, comuna Alțâna; sat Vărd, comuna Chirpăr; sat Bârghiș, comuna Bârgiș; sat Coveș, oraș Agnita, oraș Agnita; sat Ruja, oraș Agnita; sat Stejărișu, comuna Iacobeni; sat Iacobeni, sat Netuș, comuna Iacobeni; sat Brădeni, comuna Brădeni; sat Vurpăr, comuna Vurpăr | 1898 - 1910 |                       | Raportează eroare |
| SB-II-m-B-20923.69 | Linie ferată îngustă                                                                                                  | municipiul Sibiu                     | Între km 106+730-109+024 | 1898 - 1910 | Încarcă foto \| video | Raportează eroare |
| SB-II-m-B-20923.70 | Remiza de locomotive pentru calea ferată îngustă din cadrul depoului Sibiu                                            | municipiul Sibiu                     | În depoul C.F.R. Sibiu, la km 107+770 | 1898 - 1910 |                       | Raportează eroare |
| SB-II-m-B-20966 | Pod de piatră | municipiul Sibiu                     | între Str. Cibinului și Str. Râului | sec. XIX | Alte imagini          | Raportează eroare |
| SB-II-m-B-21087 | „Palatul Poștelor” | municipiul Sibiu                     | Str. Mitropoliei nr. 14 | | Încarcă foto \| video | Raportează eroare |
| SB-II-m-A-12014 (RAN: 143469.73)                                                                                             | Capela romano-catolică „Sf. Cruce”                                                                                    | municipiul Sibiu                     | Piața 1 Decembrie 1918 2 45.80019°N 24.16055°E | 1417, 1755 | Alte imagini          | Raportează eroare |
| SB-II-m-B-12015 (RAN: 143469.152)                                                                                            | Casă | municipiul Sibiu                     | Str. 9 Mai 14 | a doua jum. a sec. XV - sec. XVI, primul sfert al sec. XX                                                                                               |                       | Raportează eroare |
| SB-II-m-B-12016 (RAN: 143469.153)                                                                                            | Casă | municipiul Sibiu                     | Str. 9 Mai 22 | sec. XV, sec. XVIII (1761?) | Alte imagini          | Raportează eroare |
| SB-II-m-B-12017 (RAN: 143469.154)                                                                                            | Casă | municipiul Sibiu                     | Str. 9 Mai 30 | sec. XV - prima jum. sec. XVI, a doua jum. a sec. XVIII, sf. sec. XIX                                                                                   | Alte imagini          | Raportează eroare |
| SB-II-m-B-12018 (RAN: 143469.155)                                                                                            | Casă | municipiul Sibiu                     | Str. 9 Mai 36 | sec. XV, sec. XVIII | Alte imagini          | Raportează eroare |
| SB-II-m-A-12019 (RAN: 143469.156)                                                                                            | Casă | municipiul Sibiu                     | Str. 9 Mai 43 | 1450 - 1500, sec. XVIII | Alte imagini          | Raportează eroare |
| SB-II-m-B-12020 | Fosta biserică a minoriților                                                                                          | municipiul Sibiu                     | Str. 9 Mai 75 | sec. XVII, transf. 1926 |                       | Raportează eroare |
| SB-II-m-B-12021 (RAN: 143469.157)                                                                                            | Casă | municipiul Sibiu                     | Str. 9 Mai 83 | sec. XVIII | Alte imagini          | Raportează eroare |
| SB-II-m-B-12022 (RAN: 143469.159)                                                                                            | Casă | municipiul Sibiu                     | Str. Argintarilor 1 | sec. XV - XVIII | Alte imagini          | Raportează eroare |
| SB-II-m-B-12023 | Casă | municipiul Sibiu                     | Str. Argintarilor 9 | sec. XV, sec. XVIII, 1900 - 1925 | Alte imagini          | Raportează eroare |
| SB-II-m-B-12024 (RAN: 143469.163)                                                                                            | Casă | municipiul Sibiu                     | Str. Arhivelor 2 | 1450 - 1475, sec. XVII, 1750 - 1850 | Alte imagini          | Raportează eroare |
| SB-II-m-B-12025 | Fostul Arsenal - Cazarma Kempel, cu turn de apărare, azi Centrul de Infrastructuri M.A.N.                             | municipiul Sibiu                     | Piața Armelor 10, Aleea Filosofilor 1 | sec. XV - prima jum. a sec. XVIII | Alte imagini          | Raportează eroare |
| SB-II-m-B-12026 (RAN: 143469.143)                                                                                            | Casă | municipiul Sibiu                     | Piața Aurarilor 1 | a doua jum. a sec. XV, 1567 | Alte imagini          | Raportează eroare |
| SB-II-m-B-12027 (RAN: 143469.145)                                                                                            | Casă | municipiul Sibiu                     | Piața Aurarilor 2 | sec. XV, 1567, 1875 - 1900 | Alte imagini          | Raportează eroare |
| SB-II-m-A-12028 (RAN: 143469.146)                                                                                            | Casă | municipiul Sibiu                     | Piața Aurarilor 3 | sec. XV, sec. XVIII, 1810 (?) | Alte imagini          | Raportează eroare |
| SB-II-m-B-12029 (RAN: 143469.147)                                                                                            | Casă (înglobează fragmente de curtine din incinta III)                                                                | municipiul Sibiu                     | Piața Aurarilor 4 | sec. XVIII | Alte imagini          | Raportează eroare |
| SB-II-m-B-12030 (RAN: 143469.98)                                                                                             | Casă | municipiul Sibiu                     | Piața Aurarilor 5 | sec. XVI, sec. XVIII | Alte imagini          | Raportează eroare |
| SB-II-m-B-12031 | Casă | municipiul Sibiu                     | Piața Aurarilor 6 | 1400 - 1425, sec. XVIII - primul sfert al sec. XX |                       | Raportează eroare |
| SB-II-m-B-12032 (RAN: 143469.148)                                                                                            | Casă | municipiul Sibiu                     | Piața Aurarilor 7 | a doua jum. a sec. XV, 1743 | Alte imagini          | Raportează eroare |
| SB-II-m-B-12033 (RAN: 143469.149)                                                                                            | Casă | municipiul Sibiu                     | Piața Aurarilor 8 | sec. XVII - XVIII, 1875 - 1900 | Alte imagini          | Raportează eroare |
| SB-II-m-B-12034 (RAN: 143469.150)                                                                                            | Casă | municipiul Sibiu                     | Piața Aurarilor 9 | sec. XV, sec. XVIII; sf. sec. XIX - înc. sec. XX |                       | Raportează eroare |
| SB-II-m-A-12035 (RAN: 143469.144)                                                                                            | Casă (înglobează fragment curtină incinta III)                                                                        | municipiul Sibiu                     | Piața Aurarilor 10 | 1450 - 1500, sec. XVIII | Alte imagini          | Raportează eroare |
| SB-II-m-A-12036 (RAN: 143469.164)                                                                                            | Casă (în corpul B fragmente din prima Primărie a orașului)                                                            | municipiul Sibiu                     | Str. Avram Iancu 1-3, Piața Mică 31 45.79445°N 24.14917°E | sec. XIV, sf. sec. XV - înc. sec. XVI, 1742 | Alte imagini          | Raportează eroare |
| SB-II-m-B-12037 (RAN: 143469.167)                                                                                            | Casă | municipiul Sibiu                     | Str. Avram Iancu 2 | sec. XV, cca. 1885 - 1900 | Alte imagini          | Raportează eroare |
| SB-II-m-B-12038 (RAN: 143469.168)                                                                                            | Casă | municipiul Sibiu                     | Str. Avram Iancu 4 | sec. XV - XVII, sec. XVIII, cca. 1885 - 1900 | Alte imagini          | Raportează eroare |
| SB-II-m-A-12039 (RAN: 143469.169)                                                                                            | Casă | municipiul Sibiu                     | Str. Avram Iancu 5 | sec. XV - XVI, sf. sec. XVIII | Alte imagini          | Raportează eroare |
| SB-II-m-B-12040 (RAN: 143469.170)                                                                                            | Casă | municipiul Sibiu                     | Str. Avram Iancu 6 | sec. XV, sec. XVII - XVIII | Alte imagini          | Raportează eroare |
| SB-II-m-A-12041 (RAN: 143469.171)                                                                                            | Casă | municipiul Sibiu                     | Str. Avram Iancu 7 | 1570, sf. sec. XVIII | Alte imagini          | Raportează eroare |
| SB-II-m-A-12042 (RAN: 143469)                                                                                                | Casa Carol și Michael Brukenthal                                                                                      | municipiul Sibiu                     | Str. Avram Iancu 8 | sec. XV, 1785 - 1799 | Alte imagini          | Raportează eroare |
| SB-II-m-A-12043 (RAN: 143469.39)                                                                                             | Casa Weidner | municipiul Sibiu                     | Str. Avram Iancu 9 | sf. sec. XV, 1571 | Alte imagini          | Raportează eroare |
| SB-II-m-A-12044 (RAN: 143469.07)                                                                                             | Casă (înglobează fragmente medievale și de fortificații incinta III)                                                  | municipiul Sibiu                     | Str. Avram Iancu 11 | sec. XIV - XVI (fragmente), 1870 - 1880 | Alte imagini          | Raportează eroare |
| SB-II-m-A-12045 (RAN: 143469.166)                                                                                            | Casă | municipiul Sibiu                     | Str. Avram Iancu 14 | sec. XVI - XVIII | Alte imagini          | Raportează eroare |
| SB-II-m-A-12046 (RAN: 143469)                                                                                                | Casa Böbel | municipiul Sibiu                     | Str. Avram Iancu 16 45.79831°N 24.15384°E | sec. XIV - XVIII | Alte imagini          | Raportează eroare |
| SB-II-m-A-12047 (RAN: 143469.172)                                                                                            | Casă | municipiul Sibiu                     | Str. Azilului 2 45.79878°N 24.15052°E | sec. XV, sec. XVII, a doua jum. a sec. XIX - primul sfert al sec. XX                                                                                    |                       | Raportează eroare |
| SB-II-m-B-12048 (RAN: 143469.173)                                                                                            | Casă | municipiul Sibiu                     | Str. Azilului 3 | a doua jum. sec. XV - prima jum. sec. XVI, sec. XVII; prima jum. a sec. XX                                                                              |                       | Raportează eroare |
| SB-II-a-A-12049 (RAN: 143469.225)                                                                                            | Ansamblul Azilului | municipiul Sibiu                     | Str. Azilului 4, Str. Turnului 2 și 8 45.79869°N 24.14955°E | sec. XIII - XVIII |                       | Raportează eroare |
| SB-II-m-A-12049.01 (RAN: 143469.20.01, 143469.20.02, 143469.20.03)                                                           | Azilul (multiple corpuri)                                                                                             | municipiul Sibiu                     | Str. Azilului 4, Str. Turnului 2 și 8 45.79871°N 24.1496°E | 1292 - 1760 |                       | Raportează eroare |
| SB-II-m-A-12049.02 | Biserica azilului | municipiul Sibiu                     | Str. Azilului 4, Str. Turnului 2 și 8 | sec. XIII - XVIII | Alte imagini          | Raportează eroare |
| SB-II-m-A-21068 | Biblioteca Județeană Astra                                                                                            | municipiul Sibiu                     | str. Barițiu nr. 5 | | Încarcă foto \| video | Raportează eroare |
| SB-II-m-B-12050 (RAN: 143469.10)                                                                                             | Casă | municipiul Sibiu                     | Str. Bălcescu Nicolae 2 | sec. XV - XVI, sec. XVII, 1800 - 1825, 1936 | Alte imagini          | Raportează eroare |
| SB-II-m-B-12051 (RAN: 143469)                                                                                                | Casă | municipiul Sibiu                     | Str. Bălcescu Nicolae 7 | sec. XV - XVI, sec. XVIII, sf. sec. XIX | Alte imagini          | Raportează eroare |
| SB-II-m-A-12052 (RAN: 143469)                                                                                                | Casa Michael Brukenthal, azi locuințe și spațiu comercial                                                             | municipiul Sibiu                     | Str. Bălcescu Nicolae 12 | sec. XV, 1786-1790 | Alte imagini          | Raportează eroare |
| SB-II-m-B-12053 (RAN: 143469.174)                                                                                            | Casă | municipiul Sibiu                     | Str. Bălcescu Nicolae 14 45.794°N 24.1501°E | sf. sec. XVIII, înc. sec. XIX | Alte imagini          | Raportează eroare |
| SB-II-m-B-12054 | Casă | municipiul Sibiu                     | Str. Bălcescu Nicolae 16 | 1875 - 1900 | Alte imagini          | Raportează eroare |
| SB-II-m-B-12055 (RAN: 143469.175)                                                                                            | Casă | municipiul Sibiu                     | Str. Bălcescu Nicolae 17 | sec. XVI - XVII (fragmente), sec. XVIII | Alte imagini          | Raportează eroare |
| SB-II-m-B-12056 (RAN: 143469.176)                                                                                            | Casă | municipiul Sibiu                     | Str. Bălcescu Nicolae 20 | sf. sec. XVIII, cu fragmente sec. XV - XVI | Alte imagini          | Raportează eroare |
| SB-II-m-B-12057 (RAN: 143469.177)                                                                                            | Casă | municipiul Sibiu                     | Str. Bălcescu Nicolae 21 | sec. XVIII - XX |                       | Raportează eroare |
| SB-II-m-B-12058 (RAN: 143469.178)                                                                                            | Casă | municipiul Sibiu                     | Str. Bălcescu Nicolae 22 | sec. XVI - XVII | Alte imagini          | Raportează eroare |
| SB-II-m-B-12059 (RAN: 143469.179)                                                                                            | Casă | municipiul Sibiu                     | Str. Bălcescu Nicolae 28 45.7937°N 24.1499°E | sec. XV - XVI, sec. XVIII | Alte imagini          | Raportează eroare |
| SB-II-m-B-12060 (RAN: 143469.180)                                                                                            | Casă | municipiul Sibiu                     | Str. Bălcescu Nicolae 34 | sf. sec. XVIII-înc. sec. XX |                       | Raportează eroare |
| SB-II-m-B-12061 (RAN: 143469.181)                                                                                            | Casă | municipiul Sibiu                     | Str. Bălcescu Nicolae 38 | 1750 - 1800 | Alte imagini          | Raportează eroare |
| SB-II-m-A-12062 (RAN: 143469.14)                                                                                             | Casă | municipiul Sibiu                     | Str. Bălcescu Nicolae 40 | sec. XVI, sf. sec. XVIII | Alte imagini          | Raportează eroare |
| SB-II-m-B-12063 (RAN: 143469.13)                                                                                             | Casă | municipiul Sibiu                     | Str. Bălcescu Nicolae 42 45.793°N 24.149°E | sec. XVII, sec. XVIII | Alte imagini          | Raportează eroare |
| SB-II-m-A-12064 (RAN: 143469)                                                                                                | Casa Maria Liebhardt, azi locuință                                                                                    | municipiul Sibiu                     | Str. Bieltz Eduard Albert 44 | sec. XVI - XVII | Alte imagini          | Raportează eroare |
| SB-II-a-B-12065 | Ansamblul bisericii evanghelice Turnișor                                                                              | municipiul Sibiu                     | Str. Bieltz Eduard Albert 62 45.78972°N 24.11722°E | sec. XIII-XIX | Alte imagini          | Raportează eroare |
| SB-II-m-B-12065.01 | Biserica evanghelică                                                                                                  | municipiul Sibiu                     | Str. Bieltz Eduard Albert 62 45.78988°N 24.11757°E | sec. XIII, 1782 | Alte imagini          | Raportează eroare |
| SB-II-m-B-12065.02 | Casa parohială evanghelică                                                                                            | municipiul Sibiu                     | Str. Bieltz Eduard Albert 62 | sec. XVI, sec. XVIII - XIX | Alte imagini          | Raportează eroare |
| SB-II-m-B-20933 | Casa „Anastasiu Boiu”                                                                                                 | municipiul Sibiu                     | Str. Boiu Zaharia 27 | sf. sec. XIX | Alte imagini          | Raportează eroare |
| SB-II-m-A-12066 (RAN: 143469)                                                                                                | Casa Mövert | municipiul Sibiu                     | Str. Brukenthal Samuel 1 | sec. XV, sec. XVI; sec. XVIII | Alte imagini          | Raportează eroare |
| SB-II-m-A-12067 | Fosta Bancă de Credit Funciar, azi Primăria                                                                           | municipiul Sibiu                     | Str. Brukenthal Samuel 2, Piața Mică 5 45.7965°N 24.1521°E | 1906 |                       | Raportează eroare |
| SB-II-m-B-12068 (RAN: 143469.182)                                                                                            | Casa Göllner | municipiul Sibiu                     | Str. Brukenthal Samuel 3 | sec. XVI - XVII, mijl. sec. XIX | Alte imagini          | Raportează eroare |
| SB-II-m-B-12069 | Casă (locuință de raport)                                                                                             | municipiul Sibiu                     | Str. Brukenthal Samuel 4 | 1901 - 1910 |                       | Raportează eroare |
| SB-II-m-B-12070 (RAN: 143469.42)                                                                                             | Sala Thalia (teatru orășenesc între 1788-1945), construită pe Turnul Gros                                             | municipiul Sibiu                     | Str. Cetății 5 45.79413°N 24.15436°E | 1540 | Alte imagini          | Raportează eroare |
| SB-II-m-B-12071 | Sinagogă | municipiul Sibiu                     | Str. Constituției 19 45.79861°N 24.15791°E | 1898 - 1899 |                       | Raportează eroare |
| SB-II-a-B-21084 | Casa de locuit cu anexe                                                                                               | municipiul Sibiu                     | Str. Constituției nr. 22 | |                       | Raportează eroare |
| SB-II-m-B-21084.01 | Casă de locuit | municipiul Sibiu                     | Str. Constituției 22 | 1926 |                       | Raportează eroare |
| SB-II-m-B-21084.02 | Anexa (C2) | municipiul Sibiu                     | Str. Constituției 22 | înc. sec. XX |                       | Raportează eroare |
| SB-II-m-B-21084.03 | Anexa (C3) | municipiul Sibiu                     | Str. Constituției 22 | înc. sec. XX |                       | Raportează eroare |
| SB-II-a-B-20954 | Fosta Mănăstire a Călugărițelor Franciscane                                                                           | municipiul Sibiu                     | Str. Dealului 4-6 | sec. XIX | Alte imagini          | Raportează eroare |
| SB-II-m-B-20954.01 | Fosta Mănăstire a Călugărițelor Franciscane, corp A                                                                   | municipiul Sibiu                     | Str. Dealului 4-6 | sec. XIX | Încarcă foto \| video | Raportează eroare |
| SB-II-m-B-20954.02 | Fosta Mănăstire a Călugărițelor Franciscane, corp B                                                                   | municipiul Sibiu                     | Str. Dealului 4-6 | sec. XIX | Încarcă foto \| video | Raportează eroare |
| SB-II-m-B-20954.03 | Fosta Mănăstire a Călugărițelor Franciscane, corp C                                                                   | municipiul Sibiu                     | Str. Dealului 4-6 | sec. XIX | Încarcă foto \| video | Raportează eroare |
| SB-II-m-B-20954.04 | Fosta Mănăstire a Călugărițelor Franciscane, corp D                                                                   | municipiul Sibiu                     | Str. Dealului 4-6 | sec. XIX | Încarcă foto \| video | Raportează eroare |
| SB-II-m-B-20954.05 | Fosta Mănăstire a Călugărițelor Franciscane, corp E                                                                   | municipiul Sibiu                     | Str. Dealului 4-6 | sec. XIX | Încarcă foto \| video | Raportează eroare |
| SB-II-m-B-20954.06 | Fosta Mănăstire a Călugărițelor Franciscane, corp F                                                                   | municipiul Sibiu                     | Str. Dealului 4-6 | sec. XIX | Încarcă foto \| video | Raportează eroare |
| SB-II-m-B-20967 | Fosta Manutanță, corpurile A și B                                                                                     | municipiul Sibiu                     | Str. Dobrun 1 | sec. XIX |                       | Raportează eroare |
| SB-II-m-B-12072 (RAN: 143469.185)                                                                                            | Casă | municipiul Sibiu                     | Str. Faurului 6 | sec. XVII, sec. XVIII; prima jum. a sec. XX |                       | Raportează eroare |
| SB-II-m-B-12073 (RAN: 143469.183)                                                                                            | Casă | municipiul Sibiu                     | Str. Faurului 12 | sec. XVI - XVII, sec. XVIII; prima jum. a sec. XX |                       | Raportează eroare |
| SB-II-m-B-12074 | Casă (inclusiv corpul către str. Ocnei)                                                                               | municipiul Sibiu                     | Str. Faurului 16, Str. Ocnei | mijl. sec. XIX, înc. sec. XX |                       | Raportează eroare |
| SB-II-m-A-12075 | Casă (inclusiv corpul către str. Ocnei)                                                                               | municipiul Sibiu                     | Str. Faurului 18 o aripă în Str. Ocnei | prima jum. sec. XV, sec. XVIII; mijl. sec. XIX; al doilea sfert al sec. XX                                                                              |                       | Raportează eroare |
| SB-II-m-B-12076 (RAN: 143469.184)                                                                                            | Casă (inclusiv corpul către str. Ocnei)                                                                               | municipiul Sibiu                     | Str. Faurului 20 o aripă în Str. Ocnei | sec. XV - XVI, sec. XVIII | Alte imagini          | Raportează eroare |
| SB-II-a-A-12077 | Ansamblul orfelinatului Terezian                                                                                      | municipiul Sibiu                     | Str. Gladiolelor 4-8 | 1750 - 1800 | Alte imagini          | Raportează eroare |
| SB-II-m-A-12077.01 | Fostul orfelinat, azi internatele și atelierele Grupului Școlar „Independența” și ale Grupului Școlar Alimentar       | municipiul Sibiu                     | Str. Gladiolelor 4-8 | 1754 - 1767 |                       | Raportează eroare |
| SB-II-m-A-12077.02 | Biserica „Vizita Mariei la Elisabeta”                                                                                 | municipiul Sibiu                     | Str. Gladiolelor 4-8 | 1767-1771 | Alte imagini          | Raportează eroare |
| SB-II-m-B-20953 | Imobil | municipiul Sibiu                     | Str. Hegel 7 | 1875-1900 | Alte imagini          | Raportează eroare |
| SB-II-m-A-12078 (RAN: 143469.71)                                                                                             | Biserica parohială evanghelică „Sf. Maria”                                                                            | municipiul Sibiu                     | Piața Huet f.n. 45.7978°N 24.1498°E | 1350 - 1520, 1445 | Alte imagini          | Raportează eroare |
| SB-II-m-A-12079 (RAN: 143469.220)                                                                                            | Casa parohială evanghelică                                                                                            | municipiul Sibiu                     | Piața Huet 1 și 2 45.79445°N 24.14917°E | sec. XIII - XIV, 1502, sec. XVI | Alte imagini          | Raportează eroare |
| SB-II-m-A-12080 | Clădirea „Butoiul de Aur”, cu turn de apărare înglobat, azi locuință                                                  | municipiul Sibiu                     | Piața Huet 3 45.79785°N 24.1498°E | sec. XIII, sec. XV, 1542, 1860 | Alte imagini          | Raportează eroare |
| SB-II-m-A-12081 (RAN: 143469.105)                                                                                            | Consistoriul districtual al bisericii evanghelice C. A.                                                               | municipiul Sibiu                     | Piața Huet 4 45.79757°N 24.1493°E | înc. sec. XIV, 1449, 1500-1515, sec. XVIII | Alte imagini          | Raportează eroare |
| SB-II-m-A-12082 (RAN: 143469.86)                                                                                             | Liceul „Samuel von Brukenthal”                                                                                        | municipiul Sibiu                     | Piața Huet 5 45.79724°N 24.14969°E | 1778 - 1786, înglobează urme sec. XIV-XV | Alte imagini          | Raportează eroare |
| SB-II-m-B-12083 (RAN: 143469.103)                                                                                            | Casă | municipiul Sibiu                     | Piața Huet 16 | sf. sec. XVIII-înc. sec. XIX |                       | Raportează eroare |
| SB-II-m-A-12084 (RAN: 143469.57)                                                                                             | Casă, cu fragment din capela gotică „Sf. Ștefan”                                                                      | municipiul Sibiu                     | Piața Huet 17 | sec. XIV - XV, 1550 - 1600, 1831 | Alte imagini          | Raportează eroare |
| SB-II-a-A-12085 | Ansamblul bisericii „Buna Vestire” - „din Groapă”                                                                     | municipiul Sibiu                     | Str. Justiției 5 45.78807°N 24.1463°E | sec. XVIII - XX |                       | Raportează eroare |
| SB-II-m-A-12085.01 | Biserica „Buna Vestire”                                                                                               | municipiul Sibiu                     | Str. Justiției 5 45.78813°N 24.14668°E | 1778 - 1789, după 1802 |                       | Raportează eroare |
| SB-II-m-A-12085.02 | Casa parohială | municipiul Sibiu                     | Str. Justiției 5 45.78812°N 24.14591°E | sf. sec. XVIII | Alte imagini          | Raportează eroare |
| SB-II-m-B-12086 (RAN: 143469.226)                                                                                            | Școala veche românească                                                                                               | municipiul Sibiu                     | Str. Justiției 7 | sf. sec. XVIII | Alte imagini          | Raportează eroare |
| SB-II-m-B-12087 (RAN: 143469.187)                                                                                            | Casă | municipiul Sibiu                     | Str. Lungă 12 | sec. XVIII |                       | Raportează eroare |
| SB-II-m-B-12088 (RAN: 143469.90)                                                                                             | Biserica „Sf. Luca” din „Maierii Sibiului”                                                                            | municipiul Sibiu                     | Str. Lungă 25 | 1791 pictura atribuită lui Teodor Zugravul; pictura nouă de Nicolae Stoica                                                                              | Alte imagini          | Raportează eroare |
| SB-II-m-B-12089 (RAN: 143469.188)                                                                                            | Casă | municipiul Sibiu                     | Str. Magheru Gheorghe, general 2 | sec. XVIII, 1885 - 1899 | Alte imagini          | Raportează eroare |
| SB-II-m-A-12090 (RAN: 143469.43)                                                                                             | Casa Filek, azi sediul Consistoriului Superior al Bisericii Evanghelice C. A. din România                             | municipiul Sibiu                     | Str. Magheru Gheorghe, general 4 45.79665°N 24.15295°E | 1802 | Alte imagini          | Raportează eroare |
| SB-II-a-A-12091 | Mănăstirea Ursulinelor                                                                                                | municipiul Sibiu                     | Str. Magheru Gheorghe, general 34-36 45.79851°N 24.15574°E | sec. XV - înc. sec. XX |                       | Raportează eroare |
| SB-II-m-A-12091.01 | Biserica fostei Mănăstiri a Ursulinelor                                                                               | municipiul Sibiu                     | Str. Magheru Gheorghe, general 34-36 45.79824°N 24.15552°E | 1479, 1728 - 1733 | Alte imagini          | Raportează eroare |
| SB-II-m-A-12091.02 | Fosta mănăstire, azi Colegiul Pedagogic „Andrei Șaguna”                                                               | municipiul Sibiu                     | Str. Magheru Gheorghe, general 34-36 | sec. XV,1733 - 1772, 1891 - 1904 | Alte imagini          | Raportează eroare |
| SB-II-m-A-12092 (RAN: 143469.12)                                                                                             | Fostul Seminar Iezuit, azi Casa Parohială romano-catolică (înglobează fragmente ale Halei Cojocarilor)                | municipiul Sibiu                     | Piața Mare 2, Piața Mică 3 | sec. XVI, 1726 - 1739 | Alte imagini          | Raportează eroare |
| SB-II-m-A-12093 (RAN: 143469.56)                                                                                             | Biserica parohială romano-catolică „Sf. Treime”, fostă biserică iezuită                                               | municipiul Sibiu                     | Piața Mare 3, Piața Mică 4 45.78248°N 24.14674°E | 1726 - 1733, 1738 | Alte imagini          | Raportează eroare |
| SB-II-m-A-12094 (RAN: 143469.89)                                                                                             | Palatul Brukenthal, azi Muzeul Brukenthal                                                                             | municipiul Sibiu                     | Piața Mare 4 45.79466°N 24.15419°E | 1778 - 1788 | Alte imagini          | Raportează eroare |
| SB-II-m-A-12095 (RAN: 143469.82)                                                                                             | Casa Albastră, azi birouri și ateliere ale Muzeului Brukenthal                                                        | municipiul Sibiu                     | Piața Mare 5 | sf. sec. XV - înc. sec. XVI, cca. 1783, sec. XX | Alte imagini          | Raportează eroare |
| SB-II-m-A-12096 (RAN: 143469.116)                                                                                            | Casă | municipiul Sibiu                     | Piața Mare 6 | sec. XVIII - XIX, cu vestigii sec. XIV - XV | Alte imagini          | Raportează eroare |
| SB-II-m-A-12097 (RAN: 143469.117)                                                                                            | Casă | municipiul Sibiu                     | Piața Mare 7 | sec. XV - XVIII, sec. XX |                       | Raportează eroare |
| SB-II-m-A-12098 (RAN: 143469.83)                                                                                             | Casa Hecht (Casa Comesului), azi locuințe și spații comerciale                                                        | municipiul Sibiu                     | Piața Mare 8 | sec. XV, 1821 | Alte imagini          | Raportează eroare |
| SB-II-m-A-12099 (RAN: 143469.118)                                                                                            | Casă | municipiul Sibiu                     | Piața Mare 9 | sec. XV, transformări post 1828 | Alte imagini          | Raportează eroare |
| SB-II-m-A-12100 (RAN: 143469.112)                                                                                            | Casa Haller, azi locuințe și spațiu comercial                                                                         | municipiul Sibiu                     | Piața Mare 10 45.79617°N 24.1519°E | sec. XV - XVI, sec. XX |                       | Raportează eroare |
| SB-II-m-B-12101 (RAN: 143469.113)                                                                                            | Casă | municipiul Sibiu                     | Piața Mare 11 | sec. XV - XIX | Alte imagini          | Raportează eroare |
| SB-II-m-A-12102 (RAN: 143469.114)                                                                                            | Casă | municipiul Sibiu                     | Piața Mare 12 | sec. XV - primul sfert al sec. XIX | Alte imagini          | Raportează eroare |
| SB-II-m-B-12103 (RAN: 143469.91)                                                                                             | Casa Lutsch, azi Banca București-Frankfurt și sediul F.D.G.R                                                          | municipiul Sibiu                     | Piața Mare 13 o aripă în Str. G-ral Gh. Magheru 3 45.7965°N 24.1519°E | sec. XV, transf. 1830 | Alte imagini          | Raportează eroare |
| SB-II-m-A-12104 (RAN: 143469.115)                                                                                            | Casă | municipiul Sibiu                     | Piața Mare 14 | sec. XV - XVIII, transf. sec. XIX | Alte imagini          | Raportează eroare |
| SB-II-m-B-12105 (RAN: 143469.110)                                                                                            | Casă | municipiul Sibiu                     | Piața Mare 15 | sec. XV - XIX | Alte imagini          | Raportează eroare |
| SB-II-m-A-12106 (RAN: 143469.81)                                                                                             | Casa Weidner-Reussner-Czekelius                                                                                       | municipiul Sibiu                     | Piața Mare 16 | sec. XV - XVIII, (1582, 1652); transf. sec. XX |                       | Raportează eroare |
| SB-II-m-A-12107 | Pod metalic - Podul Minciunilor                                                                                       | municipiul Sibiu                     | Piața Mică 45.79833°N 24.15056°E | 1859 | Alte imagini          | Raportează eroare |
| SB-II-m-A-12108 (RAN: 143469.127)                                                                                            | Casă, la parter restaurantul „La Turn”                                                                                | municipiul Sibiu                     | Piața Mică 2, Piața Mare 1 | sec. XV - XVI,1652, sec. XX |                       | Raportează eroare |
| SB-II-m-B-12109 (RAN: 143469.139)                                                                                            | Casă | municipiul Sibiu                     | Piața Mică 6, Piața Huet 6 | sf. sec. XV, sf. sec. XVIII, transf. sec. XX |                       | Raportează eroare |
| SB-II-m-A-12110 (RAN: 143469.140)                                                                                            | Casă | municipiul Sibiu                     | Piața Mică 7, Piața Huet 7 | sec. XV - XVI, sf. sec. XVIII | Alte imagini          | Raportează eroare |
| SB-II-m-A-12111 (RAN: 143469.141)                                                                                            | Casă | municipiul Sibiu                     | Piața Mică 8, Piața Huet 8 | sec. XV - XVI, sf. XVIII | Alte imagini          | Raportează eroare |
| SB-II-m-A-12112 (RAN: 143469.142)                                                                                            | Casă | municipiul Sibiu                     | Piața Mică 9, Piața Huet 9 | sec. XV - XVI, sf. XVIII | Alte imagini          | Raportează eroare |
| SB-II-m-B-12113 (RAN: 143469.119)                                                                                            | Casă | municipiul Sibiu                     | Piața Mică 10, Piața Huet 10 | sec. XV - XVI, 1930 - 1940 | Alte imagini          | Raportează eroare |
| SB-II-m-B-12114 | Fosta Casă a Asociației Meseriașilor (Casa Hermes), azi Muzeul Franz Binder                                           | municipiul Sibiu                     | Piața Mică 11, Piața Huet 11 45.79761°N 24.15097°E | 1867 | Alte imagini          | Raportează eroare |
| SB-II-m-A-12115 (RAN: 143469.120)                                                                                            | Casă, azi Studioul „Astra-Film”                                                                                       | municipiul Sibiu                     | Piața Mică 12, Piața Huet 12 45.7979°N 24.1509°E | sec. XV - XVI, sec. XIX | Alte imagini          | Raportează eroare |
| SB-II-m-A-12116 (RAN: 143469.121)                                                                                            | Casă (înglobează fragment incinta I)                                                                                  | municipiul Sibiu                     | Piața Mică 13, Piața Huet 13 | sec. XV - XVI, sf. sec. XVIII | Alte imagini          | Raportează eroare |
| SB-II-m-A-12117 (RAN: 143469.122)                                                                                            | Casă | municipiul Sibiu                     | Piața Mică 14, Piața Huet 14 | sec. XV - XVI, sf. sec. XVIII | Alte imagini          | Raportează eroare |
| SB-II-m-A-12118 (RAN: 143469.123)                                                                                            | Casă | municipiul Sibiu                     | Piața Mică 15, Piața Huet 15 | sec. XV - XVI, sec. XVIII - înc. sec. XIX | Alte imagini          | Raportează eroare |
| SB-II-m-A-12119 (RAN: 143469.124)                                                                                            | Casă, azi Centrul Cultural al Luxemburgului                                                                           | municipiul Sibiu                     | Piața Mică 16 45.79831°N 24.15094°E | sec. XV - XVI, sec. XVIII | Alte imagini          | Raportează eroare |
| SB-II-m-B-12120 (RAN: 143469.125)                                                                                            | Casă | municipiul Sibiu                     | Piața Mică 18 45.7984°N 24.1509°E | sf. sec. XV | Alte imagini          | Raportează eroare |
| SB-II-m-B-12121 (RAN: 143469.126)                                                                                            | Casă | municipiul Sibiu                     | Piața Mică 19 | sf. sec. XV, înc. sec. XVI; sec. XX | Alte imagini          | Raportează eroare |
| SB-II-m-B-12122 (RAN: 143469.128)                                                                                            | Casă | municipiul Sibiu                     | Piața Mică 20 45.7984°N 24.1509°E | sec. XV - XVIII, sec. XX | Alte imagini          | Raportează eroare |
| SB-II-m-A-12123 (RAN: 143469.74)                                                                                             | Fosta Hală a Măcelarilor, azi Casa Artelor                                                                            | municipiul Sibiu                     | Piața Mică 21 45.7982°N 24.1513°E | sec. XIV, 1787 | Alte imagini          | Raportează eroare |
| SB-II-m-A-12124 (RAN: 143469.129)                                                                                            | Casă (în curte fragmente ale incintelor I și II)                                                                      | municipiul Sibiu                     | Piața Mică 22 | sec. XV - XVI, 1631, 1694, sec. XVIII | Alte imagini          | Raportează eroare |
| SB-II-m-A-12125 (RAN: 143469.130)                                                                                            | Casă (înglobează turn de apărare - incinta III)                                                                       | municipiul Sibiu                     | Piața Mică 23 | sec. XV - XVI, 1750-1800 | Alte imagini          | Raportează eroare |
| SB-II-m-A-12126 (RAN: 143469.131)                                                                                            | Casă (înglobează turn de apărare - incinta II)                                                                        | municipiul Sibiu                     | Piața Mică 24 | sec. XV - XVI, sec. XVIII; înc. sec. XX |                       | Raportează eroare |
| SB-II-m-A-12127 (RAN: 143469.64)                                                                                             | Casa Breslei Aurarilor, azi locuință                                                                                  | municipiul Sibiu                     | Piața Mică 25 | sec. XV - XVI, sec. XVIII (1745) | Alte imagini          | Raportează eroare |
| SB-II-m-A-12128 (RAN: 143469.63)                                                                                             | Casă și farmacia „La Ursul Negru”, azi locuințe și Muzeul de Istoria Farmaciei                                        | municipiul Sibiu                     | Piața Mică 26 45.79835°N 24.152°E | sec. XV - XVI, sec. XVIII | Alte imagini          | Raportează eroare |
| SB-II-m-A-12129 (RAN: 143469.132)                                                                                            | Casă | municipiul Sibiu                     | Piața Mică 27 | sec. XVIII | Alte imagini          | Raportează eroare |
| SB-II-m-A-12130 (RAN: 143469.133)                                                                                            | Casă | municipiul Sibiu                     | Piața Mică 28 | sec. XV - XVI, sec. XVIII | Alte imagini          | Raportează eroare |
| SB-II-m-B-12131 (RAN: 143469.134)                                                                                            | Casă (în curte fragment din incinta II)                                                                               | municipiul Sibiu                     | Piața Mică 29 | sec. XV - XVI, 1901 (restructurări) | Alte imagini          | Raportează eroare |
| SB-II-m-A-12132 (RAN: 143469.135)                                                                                            | Casă (în curte fragment din incinta II)                                                                               | municipiul Sibiu                     | Piața Mică 30 | sec. XV - XVI, sf. sec. XVIII | Alte imagini          | Raportează eroare |
| SB-II-m-A-12133 (RAN: 143469.189)                                                                                            | Casă | municipiul Sibiu                     | Str. Mitropoliei 2A 45.79686°N 24.14971°E | a doua jum. sec. XIV - sec. XIX | Alte imagini          | Raportează eroare |
| SB-II-m-A-12134 (RAN: 143469.48)                                                                                             | Casa Altenberger Pempflinger (Primăria Veche), azi Muzeul de Istorie                                                  | municipiul Sibiu                     | Str. Mitropoliei 2 45.79697°N 24.14959°E | sec. XIV - XVIII | Alte imagini          | Raportează eroare |
| SB-II-m-A-12135 (RAN: 143469.194)                                                                                            | Casă | municipiul Sibiu                     | Str. Mitropoliei 7 45.79639°N 24.14954°E | sec. XIV, sec. XVIII, după 1911 | Alte imagini          | Raportează eroare |
| SB-II-m-B-12136 (RAN: 143469.195)                                                                                            | Casă | municipiul Sibiu                     | Str. Mitropoliei 8 45.7964°N 24.1495°E | sf. sec. XVIII-înc. sec. XIX | Alte imagini          | Raportează eroare |
| SB-II-m-A-12137 (RAN: 143469.31)                                                                                             | Biserica reformată (calvină)                                                                                          | municipiul Sibiu                     | Str. Mitropoliei 9 45.79614°N 24.14953°E | 1786 | Alte imagini          | Raportează eroare |
| SB-II-m-B-12139 (RAN: 143469.80)                                                                                             | Casa parohială reformată                                                                                              | municipiul Sibiu                     | Str. Mitropoliei 11 45.7961°N 24.1493°E | sec. XV, 1784 - 1786 | Alte imagini          | Raportează eroare |
| SB-II-m-A-12140 (RAN: 143469.77)                                                                                             | Casa cu cariatide | municipiul Sibiu                     | Str. Mitropoliei 13 45.79593°N 24.14919°E | 1786 | Alte imagini          | Raportează eroare |
| SB-II-m-B-12141 (RAN: 143469.190)                                                                                            | Casă | municipiul Sibiu                     | Str. Mitropoliei 15 | sec. XVI - XVII,1750 - 1800 | Alte imagini          | Raportează eroare |
| SB-II-m-A-12142 (RAN: 143469.191)                                                                                            | Casă | municipiul Sibiu                     | Str. Mitropoliei 17, Str. Xenopol 12 | sec. XVI,1750 - 1800 | Alte imagini          | Raportează eroare |
| SB-II-m-B-12144 (RAN: 143469.192)                                                                                            | Casă | municipiul Sibiu                     | Str. Mitropoliei 18 | sec. XV - XVI, 1639, 1852 | Alte imagini          | Raportează eroare |
| SB-II-m-B-12145 (RAN: 143469.193)                                                                                            | Casă, azi grădiniță                                                                                                   | municipiul Sibiu                     | Str. Mitropoliei 19 45.79554°N 24.14909°E | înc. sec. XVIII | Alte imagini          | Raportează eroare |
| SB-II-a-A-12146 | Ansamblul „Mitropolia Ortodoxă și Facultatea de Teologie Ortodoxă”                                                    | municipiul Sibiu                     | Str. Mitropoliei 20-24, Str. Centumvirilor 13 45.79445°N 24.14714°E | sf. sec. XVIII - prima treime a sec. XX |                       | Raportează eroare |
| SB-II-m-A-12146.01 | Mitropolia Ardealului - Arhiepiscopia Ortodoxă Sibiu                                                                  | municipiul Sibiu                     | Str. Mitropoliei 20, Str. Centumvirilor 13 | înc. sec. XIX |                       | Raportează eroare |
| SB-II-m-A-12146.02 | Facultatea de Teologie Ortodoxă „Andrei Șaguna”                                                                       | municipiul Sibiu                     | Str. Mitropoliei 20-24, Str. Centumvirilor 13 | 1913 - 1914, 1934 |                       | Raportează eroare |
| SB-II-m-A-12146.03 | Corpul de pe latura de fund a parcelei str. Centumvirilor 13                                                          | municipiul Sibiu                     | Str. Mitropoliei 20-24, Str. Centumvirilor 13 | sf. sec. XVIII |                       | Raportează eroare |
| SB-II-m-A-12146.04 | Clădire | municipiul Sibiu                     | Str. Mitropoliei 20-24, Str. Centumvirilor 13 45.7948°N 24.1477°E | prima treime a sec. XX |                       | Raportează eroare |
| SB-II-m-A-12147 | Catedrala Mitropolitană „Sf. Treime”                                                                                  | municipiul Sibiu                     | Str. Mitropoliei 33-35 45.79452°N 24.1482°E | 1902 - 1906 Virgil Nagy, Joseph Kammer (arhitect) | Alte imagini          | Raportează eroare |
| SB-II-m-B-12148 | Clădire | municipiul Sibiu                     | Str. Mitropoliei 75 | ante 1638, sec. XX | Încarcă foto \| video | Raportează eroare |
| SB-II-m-B-12149 (RAN: 143469)                                                                                                | Casă | municipiul Sibiu                     | Str. Moș Ion Roată 6 | sec. XV - XVIII | Alte imagini          | Raportează eroare |
| SB-II-m-B-12150 (RAN: 143469.196)                                                                                            | Casă | municipiul Sibiu                     | Str. Movilei 1 | sec. XV - XVI, sec. XVIII | Alte imagini          | Raportează eroare |
| SB-II-a-B-12151 | Ansamblul bisericii evanghelice fortificate Gușterița                                                                 | municipiul Sibiu                     | Str. Niță Octavian Maior 36 | înc. sec. XIII - sec. XVIII | Alte imagini          | Raportează eroare |
| SB-II-m-B-12151.01 | Biserica evanghelică                                                                                                  | municipiul Sibiu                     | Str. Niță Octavian Maior 36 | înc. sec. XIII, sf. sec. XV, 1662, sec. XVIII |                       | Raportează eroare |
| SB-II-m-B-12151.02 | Fosta capelă, azi locuință                                                                                            | municipiul Sibiu                     | Str. Niță Octavian Maior 36 | 1748 |                       | Raportează eroare |
| SB-II-m-B-12151.03 | Incintă fortificată (fragmente)                                                                                       | municipiul Sibiu                     | Str. Niță Octavian Maior 36 | sec. XV | Încarcă foto \| video | Raportează eroare |
| SB-II-m-B-20928 | Spitalul C.F.R. | municipiul Sibiu                     | Str. Noica Constantin 20 | sf. sec. XIX | Alte imagini          | Raportează eroare |
| SB-II-m-A-12152 (RAN: 143469)                                                                                                | Casa de vară Brukenthal                                                                                               | municipiul Sibiu                     | Str. Noica Constantin 48 | a treia treime a sec. XVIII |                       | Raportează eroare |
| SB-II-m-B-12153 (RAN: 143469.197)                                                                                            | Casă | municipiul Sibiu                     | Str. Ocnei 1 45.7984°N 24.1509°E | sec. XV - prima jum. sec. XVI, sec. XVIII; ultimul sfert al sec. XIX                                                                                    | Alte imagini          | Raportează eroare |
| SB-II-m-B-12154 (RAN: 143469.201)                                                                                            | Casă | municipiul Sibiu                     | Str. Ocnei 2 | sec. XVIII | Alte imagini          | Raportează eroare |
| SB-II-m-A-12155 (RAN: 143469.41)                                                                                             | Fostul Han „La Mielul Alb”                                                                                            | municipiul Sibiu                     | Str. Ocnei 3-5 45.79926°N 24.15045°E | sec. XV - XVI, sf. sec. XVIII - înc. sec. XIX | Alte imagini          | Raportează eroare |
| SB-II-m-B-12156 | Casă | municipiul Sibiu                     | Str. Ocnei 4 45.79898°N 24.15056°E | 1890 - 1905 |                       | Raportează eroare |
| SB-II-m-B-12157 (RAN: 143469.204)                                                                                            | Casă | municipiul Sibiu                     | Str. Ocnei 6 | a doua jum. sec. XV - primul sfert al sec. XVI, sec. XVIII; mijl. sec. XIX                                                                              | Alte imagini          | Raportează eroare |
| SB-II-m-A-12158 (RAN: 143469.205)                                                                                            | Casă | municipiul Sibiu                     | Str. Ocnei 8 | a doua jum. sec. XV - prima jum. sec. XVI, sec. XVIII; 1925 - 1950                                                                                      | Alte imagini          | Raportează eroare |
| SB-II-m-B-12159 | Casă | municipiul Sibiu                     | Str. Ocnei 10 | mijl. sec. XIX, sf. sec. XIX, 1925 - 1950 | Alte imagini          | Raportează eroare |
| SB-II-m-B-12160 (RAN: 143469.198)                                                                                            | Casă | municipiul Sibiu                     | Str. Ocnei 12 | a doua jum. sec. XIV - prima jum. sec. XVI; ultimul sfert al sec. XVIII-primul sfert al sec. XIX; ultimul sfert al sec. XIX, al doilea sfert al sec. XX | Alte imagini          | Raportează eroare |
| SB-II-m-B-12161 (RAN: 143469.199)                                                                                            | Casă | municipiul Sibiu                     | Str. Ocnei 17 | sec. XVII - XVIII | Alte imagini          | Raportează eroare |
| SB-II-m-B-12162 (RAN: 143469.200)                                                                                            | Casă | municipiul Sibiu                     | Str. Ocnei 19 | sec. XVII - XVIII | Alte imagini          | Raportează eroare |
| SB-II-m-A-12163 (RAN: 143469.22)                                                                                             | Casă | municipiul Sibiu                     | Str. Ocnei 22 | sec. XIV, sf. sec. XV | Alte imagini          | Raportează eroare |
| SB-II-m-B-12164 | Casă | municipiul Sibiu                     | Str. Ocnei 24, Str. Pielarilor nr. 1 | sec. XIV, sf. sec. XV, 1820 - 1830 | Alte imagini          | Raportează eroare |
| SB-II-m-B-12165 (RAN: 143469.203)                                                                                            | Casă | municipiul Sibiu                     | Str. Ocnei 30 | sec. XV - XVI, sec. XVIII | Alte imagini          | Raportează eroare |
| SB-II-a-B-21085 | Prima fabrică ardeleană de mașini agricole și turnătorie de fer Andreas Rieger                                        | municipiul Sibiu                     | Str. Ocnei nr. 33 | | Încarcă foto \| video | Raportează eroare |
| SB-II-m-B-21085.01 | Corpul A | municipiul Sibiu                     | Str. Ocnei 33 | | Încarcă foto \| video | Raportează eroare |
| SB-II-m-B-21085.02 | Corpul B | municipiul Sibiu                     | Str. Ocnei 33 | | Încarcă foto \| video | Raportează eroare |
| SB-II-m-B-21085.03 | Corpul C | municipiul Sibiu                     | Str. Ocnei 33 | | Încarcă foto \| video | Raportează eroare |
| SB-II-m-B-21085.04 | Corpul D | municipiul Sibiu                     | Str. Ocnei 33 | | Încarcă foto \| video | Raportează eroare |
| SB-II-m-B-21085.05 | Corpul E | municipiul Sibiu                     | Str. Ocnei 33 | | Încarcă foto \| video | Raportează eroare |
| SB-II-m-B-21085.06 | Corpul F | municipiul Sibiu                     | Str. Ocnei 33 | | Încarcă foto \| video | Raportează eroare |
| SB-II-m-B-21085.07 | Corpul G | municipiul Sibiu                     | Str. Ocnei 33 | | Încarcă foto \| video | Raportează eroare |
| SB-II-m-B-21085.08 | Corpul I | municipiul Sibiu                     | Str. Ocnei 33 | | Încarcă foto \| video | Raportează eroare |
| SB-II-m-B-21085.09 | Corpul J | municipiul Sibiu                     | Str. Ocnei 33 | | Încarcă foto \| video | Raportează eroare |
| SB-II-m-B-21085.10 | Corpul M | municipiul Sibiu                     | Str. Ocnei 33 | | Încarcă foto \| video | Raportează eroare |
| SB-II-m-B-21085.11 | Corpul O | municipiul Sibiu                     | Str. Ocnei 33 | | Încarcă foto \| video | Raportează eroare |
| SB-II-a-B-20972 | Grupul Școlar Independența, fosta fabrică de pantofi „Herma”                                                          | municipiul Sibiu                     | Str. Ocnei 33 | | Încarcă foto \| video | Raportează eroare |
| SB-II-a-B-20972.01 | Corp A (al Grupului Școlar Independența)                                                                              | municipiul Sibiu                     | Str. Ocnei 33 | | Încarcă foto \| video | Raportează eroare |
| SB-II-a-B-20972.02 | Corp B (al Grupului Școlar Independența)                                                                              | municipiul Sibiu                     | Str. Ocnei 33 | | Încarcă foto \| video | Raportează eroare |
| SB-II-m-A-12166 (RAN: 143469.206)                                                                                            | Casă | municipiul Sibiu                     | Str. Papiu Ilarian Alexandru 10 | a doua jum. sec. XV, (1473 ?), 1576, 1696, 1701, mijl. sec. XIX                                                                                         | Alte imagini          | Raportează eroare |
| SB-II-m-B-20965 | Universitatea „Lucian Blaga”, corpurile A și B                                                                        | municipiul Sibiu                     | Str. Rațiu Ion 7 | sec. XIX | Încarcă foto \| video | Raportează eroare |
| SB-II-a-A-12012 | Muzeul Civilizației Populare Tradiționale ASTRA                                                                       | municipiul Sibiu                     | Calea Rășinari f. n., Dumbrava Sibiului 45.7541°N 25.1129°E | 1963 înființat de o echipă condusă de Cornel Irimie; fiecare casă are un alt arhitect                                                                   |                       | Raportează eroare |
| SB-II-a-A-12167 | Ansamblul bisericii „Sf. Apostoli Petru și Pavel”                                                                     | municipiul Sibiu                     | Str. Reconstrucției 17 45.79991°N 24.14123°E | sec. XVIII - XX |                       | Raportează eroare |
| SB-II-m-A-12167.01 | Biserica „Sf. Apostoli Petru și Pavel”                                                                                | municipiul Sibiu                     | Str. Reconstrucției 17 45.80001°N 24.14123°E | 1778 - 1788 | Alte imagini          | Raportează eroare |
| SB-II-m-B-12168 | Vechea școală românească                                                                                              | municipiul Sibiu                     | Str. Reconstrucției 35 | 1850 - 1900 | Alte imagini          | Raportează eroare |
| SB-II-m-B-12169 (RAN: 143469.93)                                                                                             | Casă | municipiul Sibiu                     | Pasajul Scărilor 1 | sec. XV - XVI, sec. XVIII, 1860 | Alte imagini          | Raportează eroare |
| SB-II-m-B-12170 (RAN: 143469.94)                                                                                             | Casă | municipiul Sibiu                     | Pasajul Scărilor 2 | sec. XV - XVI, sec. XVIII, 1860 | Alte imagini          | Raportează eroare |
| SB-II-m-B-12171 (RAN: 143469.95)                                                                                             | Casă | municipiul Sibiu                     | Pasajul Scărilor 3 | sec. XV - XVI, sec. XVIII, 1860 | Alte imagini          | Raportează eroare |
| SB-II-m-B-12172 (RAN: 143469.96)                                                                                             | Casă | municipiul Sibiu                     | Pasajul Scărilor 4 | sec. XV - XVI, sec. XVIII | Alte imagini          | Raportează eroare |
| SB-II-m-A-12173 | Spitalul de neurologie, construit pe Bastionul Haller                                                                 | municipiul Sibiu                     | Bd. Spitalelor, Str. Pompeiu Onofreiu 8 | 1552 – 1556 (bastion), înc. sec. XX (spital) |                       | Raportează eroare |
| SB-II-m-B-20979 | Casă de locuit | municipiul Sibiu                     | Str. Andrei Șaguna 3 | | Alte imagini          | Raportează eroare |
| SB-II-m-B-20970 | Casă de locuit | municipiul Sibiu                     | Str. Andrei Șaguna 5 | | Alte imagini          | Raportează eroare |
| SB-II-m-B-20980 | Casă de locuit | municipiul Sibiu                     | Str. Șaguna Andrei 7 | 1886, sf. sec. XIX | Alte imagini          | Raportează eroare |
| SB-II-m-B-20993 | Casă de locuit, corpurile A, B și C                                                                                   | municipiul Sibiu                     | Str. Andrei Șaguna 17 | | Alte imagini          | Raportează eroare |
| SB-II-m-B-21002 | Casă de locuit | municipiul Sibiu                     | Str. Andrei Șaguna 19 | | Alte imagini          | Raportează eroare |
| SB-II-m-B-21003 | Casă de locuit | municipiul Sibiu                     | Str. Andrei Șaguna 23 | | Alte imagini          | Raportează eroare |
| SB-II-m-B-20971 | Corpul A, cu poarta de acces dinspre str. Andrei Șaguna, aparținând imobilului din str. Andrei Șaguna nr. 25          | municipiul Sibiu                     | Str. Andrei Șaguna 25 | | Alte imagini          | Raportează eroare |
| SB-II-m-B-12174 (RAN: 143469.97)                                                                                             | Casă | municipiul Sibiu                     | Pasajul Școlii 2 | sec. XVIII | Alte imagini          | Raportează eroare |
| SB-II-a-A-12175 (RAN: 143469.66)                                                                                             | Fosta mănăstire franciscană, azi biserică romano-catolică și locuințe                                                 | municipiul Sibiu                     | Str. Șelarilor 12-14, Str. Bărbierilor 2 (corpul S+P), Str. Manejului 4 45.79709°N 24.15553°E | sec. XV - XVIII | Alte imagini          | Raportează eroare |
| SB-II-m-A-12175.01 | Biserica romano-catolică „Sf. Francisc”                                                                               | municipiul Sibiu                     | Str. Șelarilor 12-14, Str. Bărbierilor 2, Str. Manejului 4 45.79715°N 24.15546°E | 1425 - 1450, 1716; 1776 | Alte imagini          | Raportează eroare |
| SB-II-m-A-12175.02 | Claustru, azi locuințe                                                                                                | municipiul Sibiu                     | Str. Șelarilor 12-14, Str. Bărbierilor 2 (corpul S+P), Str. Manejului 4 | sec. XV - XVIII |                       | Raportează eroare |
| SB-II-m-A-12176 (RAN: 143469.207)                                                                                            | Casă | municipiul Sibiu                     | Str. Târgului 3 | sec. XV (fragmente), sec. XVIII, 1825 - 1850 | Alte imagini          | Raportează eroare |
| SB-II-m-B-12177 (RAN: 143469.208)                                                                                            | Casă | municipiul Sibiu                     | Str. Târgului 4 | urme sec. XV - XVI, cca. 1700, 1860 | Alte imagini          | Raportează eroare |
| SB-II-m-B-12178 (RAN: 143469.75)                                                                                             | Casa Hermann Wagner                                                                                                   | municipiul Sibiu                     | Str. Tipografilor 4 | sec. XVI, 1850-1875 | Alte imagini          | Raportează eroare |
| SB-II-m-B-12179 | Casă | municipiul Sibiu                     | Str. Tipografilor 23 | sec. XVIII | Alte imagini          | Raportează eroare |
| SB-II-m-B-20997 | Fostul cinematograf Arta                                                                                              | municipiul Sibiu                     | Str. Tribunei 6 | |                       | Raportează eroare |
| SB-II-m-B-12180 (RAN: 143469.212)                                                                                            | Casă | municipiul Sibiu                     | Str. Turnului 1 | sec. XV, sec. XVII, sec. XVIII | Alte imagini          | Raportează eroare |
| SB-II-m-B-12181 (RAN: 143469.213)                                                                                            | Casă | municipiul Sibiu                     | Str. Turnului 4 | sec. XV, a doua jum. A sec. XIX, 1860 | Alte imagini          | Raportează eroare |
| SB-II-m-A-12182 (RAN: 143469.79)                                                                                             | Casa Martin Wankel | municipiul Sibiu                     | Str. Turnului 6 | sec. XIV, transf. 1704; 1925 - 1950 | Alte imagini          | Raportează eroare |
| SB-II-m-B-12183 (RAN: 143469.214)                                                                                            | Casă | municipiul Sibiu                     | Str. Turnului 7 | sec. XVI - XVIII, cu fragmente sec. XIV | Alte imagini          | Raportează eroare |
| SB-II-m-B-12184 (RAN: 143469.210)                                                                                            | Casă | municipiul Sibiu                     | Str. Turnului 12 | fragmente sec. XV - XVI, sec. XVIII; primul sfertalsec. XIX; 1875 - 1900; 1925 - 1950                                                                   | Alte imagini          | Raportează eroare |
| SB-II-m-A-12185 (RAN: 143469.211)                                                                                            | Casă | municipiul Sibiu                     | Str. Turnului 14 | fragmente sec. XIV, sec. XVIII | Alte imagini          | Raportează eroare |
| SB-II-m-B-20946 | Rectoratul Universității „Lucian Blaga”                                                                               | municipiul Sibiu                     | Bd. Victoriei 8-10 | sf. sec. XIX | Alte imagini          | Raportează eroare |
| SB-II-m-A-20929 | Tribunalul Sibiu | municipiul Sibiu                     | Bd. Victoriei 11 45.78945°N 24.14392°E | sf. sec. XIX | Alte imagini          | Raportează eroare |
| SB-II-m-B-20952 | Casa Partenie Cosma                                                                                                   | municipiul Sibiu                     | Bd. Victoriei 25 | 1875-1900 | Alte imagini          | Raportează eroare |
| SB-II-a-A-21004 | Fosta reședință de vară mitropolitană cu grădină                                                                      | municipiul Sibiu                     | Calea Victoriei nr. 38-38A | | Încarcă foto \| video | Raportează eroare |
| SB-II-m-A-21004.01 | Palatul mitropolitan                                                                                                  | municipiul Sibiu                     | Calea Victoriei nr. 38-38A 45.78829°N 24.1367°E | | Încarcă foto \| video | Raportează eroare |
| SB-II-m-A-21004.02 | Grădina cu arbori seculari                                                                                            | municipiul Sibiu                     | Calea Victoriei nr. 38-38A | | Încarcă foto \| video | Raportează eroare |
| SB-II-m-A-21004.03 | Gard | municipiul Sibiu                     | Calea Victoriei nr. 38-38A | | Încarcă foto \| video | Raportează eroare |
| SB-II-a-B-21005 | Ansamblul fostului seminar evanghelic                                                                                 | municipiul Sibiu                     | Bd. Victoriei 40 | | Alte imagini          | Raportează eroare |
| SB-II-m-B-21005.01 | Corpul A | municipiul Sibiu                     | Bd. Victoriei 40 | |                       | Raportează eroare |
| SB-II-m-B-21005.02 | Corpul B | municipiul Sibiu                     | Bd. Victoriei 40 45.7875°N 24.14066°E | |                       | Raportează eroare |
| SB-II-m-B-21005.03 | Corpul C | municipiul Sibiu                     | Bd. Victoriei 40 45.78755°N 24.14077°E | |                       | Raportează eroare |
| SB-II-m-B-21005.04 | Corpul D | municipiul Sibiu                     | Bd. Victoriei 40 | |                       | Raportează eroare |
| SB-II-m-B-21005.05 | Corpul E | municipiul Sibiu                     | Bd. Victoriei 40 | 1875 |                       | Raportează eroare |
| SB-II-m-B-21005.06 | Parcul | municipiul Sibiu                     | Bd. Victoriei 40 | |                       | Raportează eroare |
| SB-II-m-A-12186 (RAN: 143469)                                                                                                | Casă | municipiul Sibiu                     | Str. Vopsitorilor 13 | sec. XV,1650 - 1700, 1794, sec. XX | Alte imagini          | Raportează eroare |
| SB-II-m-B-12187 (RAN: 143469.216)                                                                                            | Casă | municipiul Sibiu                     | Str. Vopsitorilor 21 | sec. XVI - XVII, 1827 | Alte imagini          | Raportează eroare |
| SB-II-a-A-12535 | Ansamblul rural „Centrul istoric”                                                                                     | oraș Săliște                         | Piața Junilor integral, str. Vale integral, str. Grui integral, str. Meseriașilor, Piața Eroilor, curtea bisericii și cimitirul din Grui | sec. XVIII - XIX | Alte imagini          | Raportează eroare |
| SB-II-m-A-12538 (RAN: 145505.01)                                                                                             | Biserica „Nașterea Sf. Ioan Botezătorul”-Din Grui                                                                     | oraș Săliște                         | Str. Brata 17 | 1742, turn 1816 | Alte imagini          | Raportează eroare |
| SB-II-m-B-12537 | Casă | oraș Săliște                         | Str. București 25 | 1881 | Alte imagini          | Raportează eroare |
| SB-II-m-B-12536 | Casă | oraș Săliște                         | Piața Eroilor 2 | 1885 |                       | Raportează eroare |
| SB-II-m-A-12539 (RAN: 145505.02)                                                                                             | Biserica „Înălțarea Domnului”                                                                                         | oraș Săliște                         | Str. Școlii 1260 46.06596°N 23.57254°E | 1761 - 1785 | Alte imagini          | Raportează eroare |
| SB-II-m-B-20324 | Casă de lemn | sat Sadu; comuna Sadu                | 105 | 1866 | Încarcă foto \| video | Raportează eroare |
| SB-II-m-B-12530 | Biserica de lemn „Adormirea Maicii Domnului”                                                                          | sat Sadu; comuna Sadu                | Str. Principală 252 | sf. sec. XVIII | Alte imagini          | Raportează eroare |
| SB-II-a-A-12531 (RAN: 145480.02)                                                                                             | Ansamblul bisericii „Adormirea Maicii Domnului”                                                                       | sat Sadu; comuna Sadu                | Str. Principală 486 | sec. XVII - XVIII | Alte imagini          | Raportează eroare |
| SB-II-m-A-12531.01 (RAN: 145480.02.01)                                                                                       | Biserica „Adormirea Maicii Domnului”                                                                                  | sat Sadu; comuna Sadu                | Str. Principală 486 | sec. XVIII |                       | Raportează eroare |
| SB-II-m-A-12531.02 (RAN: 145480.02.03)                                                                                       | Poartă | sat Sadu; comuna Sadu                | Str. Principală 486 | 1795 | Încarcă foto \| video | Raportează eroare |
| SB-II-m-A-12534 (RAN: 144107.02)                                                                                             | Biserica evanghelică S. P.                                                                                            | sat Săcădate; oraș Avrig             | Str. Bisericii 389 45.75917°N 24.38889°E | mijl. sec. XIII, transf. sec. XVIII - XX | Alte imagini          | Raportează eroare |
| SB-II-m-B-12533 | Biserica „Botezul Domnului”                                                                                           | sat Săcădate; oraș Avrig             | Str. Mijlocul Satului 381 | 1794, 1871 | Alte imagini          | Raportează eroare |
| SB-II-m-A-12540 | Biserica „Nașterea Domnului”                                                                                          | sat Sărata; comuna Porumbacu de Jos  | Str. Bisericii 186 | 1800 - 1806 | Alte imagini          | Raportează eroare |
| SB-II-m-B-12541 | Biserica „Adormirea Maicii Domnului”                                                                                  | sat Săsăuș; comuna Chirpăr           | Str. Bisericii 195 45.84854°N 24.60421°E | cca. 1782 probabil a fost pictată înainte de 1804 de Frații Grecu: Alexandru și Nicolae                                                                 | Alte imagini          | Raportează eroare |
| SB-II-m-B-12542 | Biserica de lemn „Sf. Arhangheli”                                                                                     | sat Sângătin; comuna Apoldu de Jos   | Str. Bisericii 550 45.91231°N 23.84858°E | 1687, cf. tradiție strămutată din Apoldu de Jos | Alte imagini          | Raportează eroare |
| SB-II-m-B-12543 | Biserica „Adormirea Maicii Domnului”                                                                                  | sat Sebeșu de Jos; comuna Turnu Roșu | Str. Bisericii 353 | 1823 - 1830 | Încarcă foto \| video | Raportează eroare |
| SB-II-m-B-12544 (RAN: 145373.01)                                                                                             | Biserica „Sf. Apostoli Petru și Pavel”                                                                                | sat Sebeșu de Sus; comuna Racoviță   | Str. Bisericii 275 | 1760, extinderi 1909 |                       | Raportează eroare |
| SB-II-s-B-12546 | Situl rural Sibiel | sat Sibiel; oraș Săliște             | Întreaga localitate | sec. XVIII - XIX | Alte imagini          | Raportează eroare |
| SB-II-m-B-12547 (RAN: 145587.02)                                                                                             | Casă de lemn | sat Sibiel; oraș Săliște             | 31 | sf. sec. XVIII | Încarcă foto \| video | Raportează eroare |
| SB-II-m-B-12548 | Casă de lemn | sat Sibiel; oraș Săliște             | 151 | sf. sec. XIX | Alte imagini          | Raportează eroare |
| SB-II-m-B-12549 | Casă | sat Sibiel; oraș Săliște             | 152 | sec. XIX | Alte imagini          | Raportează eroare |
| SB-II-m-B-12550 | Casă de lemn | sat Sibiel; oraș Săliște             | 322 | sec. XIX | Alte imagini          | Raportează eroare |
| SB-II-m-A-12551 (RAN: 145587.03)                                                                                             | Biserica „Sf. Treime”, cu turnul-clopotniță                                                                           | sat Sibiel; oraș Săliște             | Str. Principală 329-330 45.76579°N 23.91316°E | 1776 | Alte imagini          | Raportează eroare |
| SB-II-m-A-12552 (RAN: 145612.06)                                                                                             | Cetatea Slimnicului (Stolzenburg): incintă fortificată, cu turnuri, capelă, turn de poartă, bastion, anexe            | sat Slimnic; comuna Slimnic          | Pe deal, spre SE de centrul satului 45.91944°N 24.16166°E | sec. XIV - XVIII | Alte imagini          | Raportează eroare |
| SB-II-m-A-12553 (RAN: 145612.07)                                                                                             | Biserica evanghelică                                                                                                  | sat Slimnic; comuna Slimnic          | 17 | a doua jum. a sec. XIV - sec. XVI | Alte imagini          | Raportează eroare |
| SB-II-m-B-12554 | Biserica „Sf. Arhangheli”                                                                                             | sat Slimnic; comuna Slimnic          | Str. Principală 84 | 1831, renovată 1889-1910 |                       | Raportează eroare |
| SB-II-m-B-20923.05 | Halta Proștea (veche denumire a satului Stejărișu)                                                                    | sat Stejărișu; comuna Iacobeni       | La km 39+225 | 1898 - 1910 |                       | Raportează eroare |
| SB-II-a-A-12555 (RAN: 144704.01)                                                                                             | Ansamblul bisericii evanghelice fortificate                                                                           | sat Stejărișu; comuna Iacobeni       | 196 46.03833°N 24.67583°E | sf. sec. XV - sec. XIX | Alte imagini          | Raportează eroare |
| SB-II-m-A-12555.01 | Biserica evanghelică fortificată                                                                                      | sat Stejărișu; comuna Iacobeni       | 196 | sec. XIV - XVI,1861 (extindere cor) |                       | Raportează eroare |
| SB-II-m-A-12555.02 | Turn al fostei incinte interioare                                                                                     | sat Stejărișu; comuna Iacobeni       | 196 | sf. sec. XV - înc. sec. XVI |                       | Raportează eroare |
| SB-II-m-A-12555.03 | Incintă fortificată (fragmente), cu turnuri, anexe                                                                    | sat Stejărișu; comuna Iacobeni       | 196 | sf. sec. XV - înc. sec. XVI |                       | Raportează eroare |
| SB-III-m-B-12591 | Bustul lui Mihai Eminescu                                                                                             | municipiul Sibiu                     | Parcul „Sub Arini” | octombrie 1938 Radu Moga Mânzat (sculptor) |                       | Raportează eroare |
| SB-III-m-B-12592 | Bustul lui George Barițiu                                                                                             | municipiul Sibiu                     | Parcul Astra | 1926 |                       | Raportează eroare |
| SB-III-a-B-12593 | Vase de piatră, sculptor Simon Hoffmayer                                                                              | municipiul Sibiu                     | Parcul „Sub arini” | sf. sec. XVIII Simion Hoffmager (sculptor) | Încarcă foto \| video | Raportează eroare |
| SB-III-m-B-12594 | Bustul Mariei Tereza                                                                                                  | municipiul Sibiu                     | Str. Gladiolelor 4-8, în fața orfelinatului Terezianum | 1909 |                       | Raportează eroare |
| SB-III-m-B-12595 | Monumentul lui Georg Daniel Teutsch                                                                                   | municipiul Sibiu                     | Piața Huet, în curtea Bisericii Evanghelice 45.79776°N 24.14973°E | 1899 Adolf von Donndorf (sculptor) | Alte imagini          | Raportează eroare |
| SB-III-m-B-12596 | Placa memorială a împăratului Iosif al II-lea                                                                         | municipiul Sibiu                     | Str. Mitropoliei 9 | 1773 | Încarcă foto \| video | Raportează eroare |
| SB-III-m-B-12597 | Bustul lui Friedrich Schiller                                                                                         | municipiul Sibiu                     | Piața Schiller 1 | 1905 |                       | Raportează eroare |
| SB-III-m-B-12598 | Bustul lui George Coșbuc                                                                                              | municipiul Sibiu                     | Bd. Victoriei | 1933 |                       | Raportează eroare |
| SB-III-m-B-12604 | Bustul lui Nicolae Hențiu                                                                                             | oraș Săliște                         | În grădina publică | 22 iulie 1934 Radu Moga Mânzat (sculptor) | Alte imagini          | Raportează eroare |
| SB-IV-m-B-12605 | Mormântul arheologului Johann Michael Ackner                                                                          | municipiul Sibiu                     | În cimitirul bisericii evanghelice, cartier Gușterița | 1863 | Alte imagini          | Raportează eroare |
| SB-IV-m-A-12085.03 | Cimitirul bisericii „Buna Vestire” - „din Groapă”                                                                     | municipiul Sibiu                     | Str. Justiției 5 | sec. XVIII - XX |                       | Raportează eroare |
| SB-IV-m-B-12606 | Mormântul scriitorului Zaharia Boiu                                                                                   | municipiul Sibiu                     | Str. Justiției 5, în cimitirul bisericii ortodoxe Bunavestire | 1903 |                       | Raportează eroare |
| SB-IV-m-B-12607 | Mormântul scriitorului Ioan Codru Drăgușanu                                                                           | municipiul Sibiu                     | Str. Justiției 5, în cimitirul bisericii ortodoxe Bunavestire | 1884 |                       | Raportează eroare |
| SB-IV-m-B-12608 | Mormântul literatului Moise Fulea                                                                                     | municipiul Sibiu                     | Str. Justiției 5, în cimitirul bisericii Bunavestire | | Alte imagini          | Raportează eroare |
| SB-IV-m-B-12609 | Monumentul funerar al dr. George Manasis                                                                              | municipiul Sibiu                     | Str. Justiției 5, în cimitirul bisericii Bunavestire | | Alte imagini          | Raportează eroare |
| SB-IV-a-B-12610 | Grup de patru cruci de piatră sculptate provenind de la cimitirului Biserica Bunavestire din Broșteni, comuna Păuca   | municipiul Sibiu                     | Str. Mitropoliei 22 | sec. XVIII | Încarcă foto \| video | Raportează eroare |
| SB-IV-m-A-12167.02 | Cimitirul bisericii „Sf. Apostoli Petru și Pavel”                                                                     | municipiul Sibiu                     | Str. Reconstrucției 17 | sec. XVIII - XX | Alte imagini          | Raportează eroare |
| SB-IV-m-B-12611 | Mormântul lui George Barițiu                                                                                          | municipiul Sibiu                     | Str. Reconstrucției 17, în cimitirul bisericii „Sf.Petru și Pavel” | 1893 | Alte imagini          | Raportează eroare |
| SB-IV-m-B-12612 | Monumentul funerar Alexandru Papiu Ilarian (bust)                                                                     | municipiul Sibiu                     | Str. Reconstrucției 17, în cimitirul bisericii „Sf.Petru și Pavel” 45.79994°N 24.14135°E | 1880 | Alte imagini          | Raportează eroare |
| SB-IV-m-B-12613 | Monumentul funerar al dr. Ioan Rațiu (obelisc)                                                                        | municipiul Sibiu                     | Str. Reconstrucției 17, în cimitirul bisericii „Sf.Petru și Pavel” | 1911 |                       | Raportează eroare |
| SB-IV-m-B-12614 | Monumentul funerar al lui Iosif Sterca Șuluțiu                                                                        | municipiul Sibiu                     | Str. Reconstrucției 17, în cimitirul bisericii „Sf.Petru și Pavel” | 1902 |                       | Raportează eroare |
| SB-IV-m-B-12615 | Monumentul funerar al lui David, Baron Ursu de Margina                                                                | municipiul Sibiu                     | Str. Reconstrucției 17, în cimitirul bisericii „Sf.Petru și Pavel” | 1897 | Încarcă foto \| video | Raportează eroare |
| SB-IV-m-B-12634 | Troiță | oraș Săliște                         | În dreptul casei cu nr. 236 | sec. XIX | Alte imagini          | Raportează eroare |
| SB-IV-m-B-12635 | Troiță | sat Sibiel; oraș Săliște             | În dreptul casei cu nr. 166 | 1803 | Alte imagini          | Raportează eroare |
| SB-IV-m-B-12636 | Troiță | sat Sibiel; oraș Săliște             | În fața casei 288 | 1814 | Alte imagini          | Raportează eroare |